# 中國共產黨對於二二八事件的反應

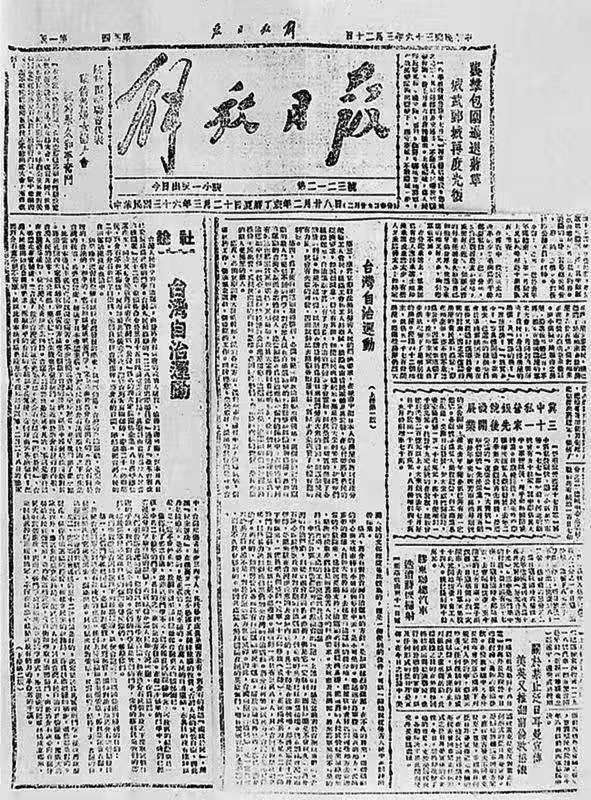
1947年3月20日，《解放日报》刊登中共中央声援二二八事件社论《台湾自治运动》。

中國共產黨對於二二八事件的反應是指在1947年2月27日至5月16日臺灣發生二二八事件後，中國共產黨對於二二八事件的反應。

## 事件期間
二二八事件發生後，與中國共產黨有關的新聞媒體在1947年3月多次報導相關新聞。其中在3月8日，中國共產黨中央委員會便在延安新華廣播電台發表《臺灣的自治運動》廣播文告，對《三十二條處理大綱》予以肯定和支持，声援二二八事件并支持台湾人“以和平方法争取自治”；並在3月20日的《解放日報》社論上刊載:572-585。少部分共產主義者則是前往中華人民共和國發展:204-208:572-585。

## 後續評論
之後中華人民共和國政府則稱呼二二八事件為「二二八起義」，將其視為中國人民反帝、反封建、反官僚資本主義運動的一部分，除了對於事件抱持支持態度外，亦曾作為對臺灣地區進行統戰宣傳的策略。1977年2月28日，中國郵政更發行《臺灣省人民「二·二八」起義三十周年》紀念郵票。另外原臺灣省行政長官陳儀因策反湯恩伯而遭槍決後，中共中央統戰部曾建議追認為「愛國人士」。
2017年2月8日，中共中央台灣工作辦公室宣告中國舉辦二二八事件70週年紀念活動，中共中央台辦將二二八做出中國官方的「定性」，指稱事件為「中國人民解放鬥爭的一部分」，是台共與中共的領導武裝鬥爭，謝雪紅的二七部隊與張志忠的台灣自治聯軍皆成歷史，痛批「台獨勢力」長期以來操弄二二八事件，藉以挑撥省籍矛盾，撕裂台灣族群，製造社會對立，中共並將公佈228共產黨在台武裝起義名單。